# Daiki Enomoto
Daiki Enomoto (榎本 大輝 Enomoto Daiki?), född 21 juni 1996 i Chiba prefektur, är en japansk fotbollsspelare som spelar för Ehime FC, på lån från Nagoya Grampus.

## Karriär
Enomoto började sin karriär 2018 i Nagoya Grampus. I december 2019 lånades han ut till Tokushima Vortis. I januari 2021 lånades Enomoto ut till Ehime FC.